# Alla fine del mondo
Alla fine del mondo è una raccolta di racconti dello scrittore egiziano Yūsuf Idrīs tradotti da Luisa Orelli (che ha anche scritto l'introduzione), pubblicata in Italia dalla casa editrice milanese Zanzibar nel 1993.
La raccolta non corrisponde all'omonima pubblicata in arabo nel 1961 dalla casa editrice del Cairo Rūz al-Yūsuf (ﻒﺳﻭﻳﻟﺍ ﺯﻭﺭ). La selezione presentata al pubblico italiano comprende racconti estratti da più raccolte per proporre una panoramica rappresentativa del primo ventennio di attività dello scrittore.